# Margaret Michaels
Margaret Michaels (Portsmouth, Virginia, 1949. május 1. –) amerikai színésznő. 
1988-ban, egy évvel az eredeti Victoria Principal távozása után két jelenetben Pamela Barnes Ewingot játszotta a Dallas című sorozatban. A szereplő ekkor tűnt fel utoljára a szappanoperában. Két évvel később, 1990-ben négy epizód erejéig Pamela hasonmását, Jeanne O'Brient alakította.
Másik híres szerepe a Santa Barbara című szappanoperában Santana Andrade volt.

## Karrierje
1988-ban a Warner Bros. a Victoria Principal által alakított Pamela Barnes Ewing hasonmását kereste a Dallas sorozathoz, Principal távozása után. 1988 végén Michaels a 12. évad nyitó epizódjában bukkant fel: a történet szerint Ewing akkor már túl volt több plasztikai műtéten, amelyeket szörnyű autóbalesete miatt kellett rajta elvégezni. A karaktert itt írták ki véglegesen a sorozatból.
Két évvel később, a 13. évad közepén a producerek ismét felkeresték Michaelst, hogy Ewing hasonmásaként megjelenhessen a sorozatban. A szereplő neve Jeanne O’Brien lett. Erre azért volt szükség, mert így Bobby végleg elbúcsúzhatott volt feleségétől, Pamelától, mielőtt elvette volna April Stevenst. Négy epizód után Jeanne-t kiírták a sorozatból.

## Fordítás
- Ez a szócikk részben vagy egészben  a   Margaret Michaels című angol Wikipédia-szócikk fordításán alapul.  Az eredeti cikk szerkesztőit annak laptörténete sorolja fel. Ez a jelzés csupán a megfogalmazás eredetét és a szerzői jogokat jelzi, nem szolgál a cikkben szereplő információk forrásmegjelöléseként.